# Phyllotis alisosiensis
El pericote de los Alisos (Phyllotis alisosiensis) es una especie de roedor del género Phyllotis, el que se incluye en la familia Cricetidae. Habita en el noroeste del Cono Sur de Sudamérica, en ambientes montañosos que ocupan la franja superior de la ecorregión selvática de las yungas australes.

## Taxonomía
Esta especie fue descrita originalmente en el año 2010 por los zoólogos Luis Ignacio Ferro, Juan José Martínez y Rubén M. Barquez.
Holotipo
El holotipo es el catalogado como: LMC 7542 (número de campo original LIF 772). Se trata de un macho adulto, del cual fue preservada la piel, el cráneo, el esqueleto y en alcohol los tejidos. Fue capturado el 15 de octubre de 2007 por Luis Ignacio Ferro y Ana María López.
Paratipo
El paratipo es el catalogado como: LMC 7543 (número de campo original LIF 769). Se trata de un macho subadulto, del cual fue preservada la piel, el cráneo, el esqueleto y en alcohol los tejidos. Fue capturado el 13 de octubre de 2007 por Luis Ignacio Ferro y Ana María López.
Localidad tipo
La localidad tipo referida es: “Paraje El Papal, 2175 msnm (27°11′S, 65°57′W), parque nacional Campo de los Alisos, departamento Chicligasta, Tucumán, Argentina”.
Etimología
Etimológicamente, el término específico es un topónimo que refiere al parque nacional Campo de los Alisos, en el cual fueron capturados todos los ejemplares de la serie tipo así como otros ejemplares adicionales, a excepción de uno obtenido en otra localidad.
Caracterización y relaciones filogenéticas
Phyllotis alisosiensis es de tamaño grande en comparación con las medidas corporales promedio de las especies del género Phyllotis, de todas las cuales se puede fácilmente distinguir en especial por la coloración y por la morfología craneal y externa.
Al describirse Phyllotis alisosiensis adicionalmente se utilizaron secuencias del gen mitocondrial citocromo-b para evaluar sus relaciones filogenéticas, descubriéndose que está estrechamente relacionada con P. anitae, y, a su vez, el clado formado por estas dos especies es hermano de P. osilae.

## Distribución geográfica y hábitat
Esta especie se distribuye de manera endémica en el noroeste de la Argentina, específicamente en la provincia de Tucumán, en dos localidades que se sitúan dentro de áreas protegidas ubicadas en las selvas de yungas que se extienden sobre la vertiente oriental de la sierra del Aconquija, en altitudes entre 1234 y 2175 m s. n. m..
- Parque nacional Campo de los Alisos (“paraje El Papal”), departamento Chicligasta. Allí habita en el bosque montano superior, en un paisaje dominado por matorrales dispersos, pastizales nativos de cortadera y especialmente bosques caducifolios de aliso del cerro y queñoa.[2]

- Reserva provincial Los Sosa, Ruta Provincial 307, km 35, campamento de Vialidad Provincial (27°01′S 65°39′W), a una altitud de 1234 m s. n. m. Allí vive en el bosque montano inferior o selva de mirtáceas.[2]